# أحمد الغبريني
أحمد الغبريني أو أبو العباس أحمد بن أحمد بن عبد الله بن محمد بن علي البجائي الغبريني الزواوي هو رجل دين سني مالكي أشعري قادري من جرجرة في الجزائر بشمال أفريقيا.

## نشأته
وُلِدَ أحمد بن أحمد الغبريني في القرن السابع الهجري نحو عام 644هـ الموافق لسنة 1246م.
وقد وُلِدَ في قرية من عرش أمازيغي قرب مدينة بجاية على أطراف حوض وادي الصومام.
نسبته إلى العرش الأمازيغي المسمى آث غبرين بضواحي عزازقة من قبائل البربر في المغرب الأوسط في أعالي وادي سيباو.
نشأ في بجاية وتعلم بها وبتونس، ذلك أن والده «أبا القاسم أحمد الغبريني» قد تولّى الفتوى بتونس.

## شيوخه
بلغ عدد شيوخ «سيدي بلعباس الغبريني» الذين سمع منهم وأخذ عنهم نحو السبعين شيخا من أعلام المغرب الأوسط وإفريقية والأندلس.
كان يحضر الحلقات العلمية في «مسجد عين البربر» و«المسجد الأعظم» في قصبة بجاية، ثم بجامع الزيتونة بتونس، فأخذ العلم على أيدي علماء أجلاَء منهم «أبو محمد عبد الحق الأنصاري البجائي» المتوفى عام 675هـ.
تتلمذ أحمد الغبريني على يد الفقيه «أبي محمد عبد الله بن محمد بن عمر بن عبادة القلعي» المتوفى في عام 699هـ الموافق لسنة 1300م.
كما أخذ عن الفقيه «أبي العباس أحمد بن عثمان بن عجلان القيسي» المتوفى نحو عام 673هـ الموافق لسنة 1274م.
ومن شيوخه كذلك الفقيه «أبو العباس أحمد بن عيسى الغماري» المتوفى نحو عام 682هـ الموافق لسنة 1283م.
ومن الأعلام الذين أخذ منهم «عبد الحق بن ربيع» و«أبو فارس عبد العزيز بن مخلوف» و«القاضي ابن زيتون» و«القاضي محمَّد بن عبد الرحمن الخزرجي».
ولقي علماء آخرين وأخذ منهم، من بينهم: «أبو بكر بن محرز» و«ابن عميرة» و«أبو الحسن بن معمر» و«أحمد بن يوسف الأبلي» و«محمد بن أحمد القرشي الغرناطي» و«محمد بن الجيان».

## القضاء
كان سيدي بلعباس الغبريني قاضي القضاة في بجاية.
وسفر للسلطان أبي البقاء خالد الناصر الأول، أمير بجاية يومذاك.
قال علي بن عبد الله النباهي عن ورع الغبريني في القضاء:

## تلاميذه
تتلمذ على «سيدي بلعباس الغبريني» جماعة من الفقهاء بينهم ابناه «أبو القاسم أحمد الغبريني» و«أبو سعيد أحمد الغبريني».
وقد تتلمذ عليه لما قدم إلى تونس سنة 704هـ الرحالة «محمد بن جابر الوادي آشي»، وقرأ عليه «تواليفه الأربعين» المسماة بـ«المورد الأصفى»، وكذلك «الفصول الجامعة».

## مؤلفاته
من أشهر مؤلفات «سيدي بلعباس الغبريني» كتابه «عنوان الدراية فيمن عرف من العلماء في المائة السابعة ببجاية» ذكر فيه مشايخه ومن لقيه.
فقد قام الباحث «عادل نويهض» بتحقيق مخطوط هذا الكتاب والتعليق عليه، ليتم بعد ذلك طبع الكتاب في «منشورات دار الآفاق الجديدة» ببيروت.
ففي سنة 1969م قام «عادل نويهض» بتحقيقه والتعليق عليه ونشره مزودا بالفهارس الكاملة.
وجاءت الطبعة الثانية من هذا الكتاب في شهر أفريل 1979م في 460 صفحة.
وقد نُشِرَ هذا الكتاب أول مرة في مدينة الجزائر في عام 1910م بعناية من الشيخ محمد بن أبي شنب (1869م-1929م).
كما له مؤلفات أخرى من بينها «المورد الأصفى» و«الفصول الجامعة».

## الوشاية به
وقال ابن خلدون عن ظروف الوشاية بالقاضي الغبريني وسفارته ومقتله:

## وفاته
كانت وفاة سيدي بلعباس الغبريني في سنة 1304م الموافق لعام 704هـ.
ذلك أنه قد تم تحريض السلطان «أبو البقاء خالد الناصر الأول» ضده فقتله عام 1304م.
وقد تم دفنه في مدينة تونس بعد إخراج جثته من السجن الحفصي.

## قال العلماء عنه
- قال خير الدين الزركلي:[27]

- قال أبو القاسم الحفناوي:[28]

- قال محمد مخلوف:[29]

- قال ابن فرحون:[30]

- قال ابن قنفذ القسنطيني:[32]

- قال عادل نويهض:[33]

## مواضيع ذات صلة
- أمازيغ
- زواوة
- منطقة القبائل
- جبال جرجرة
- مسجد عين البربر